# (5044) Shestaka
(5044) Shestaka (1977 QH4) – planetoida z pasa głównego asteroid okrążająca Słońce w ciągu 3,36 lat w średniej odległości 2,24 j.a. Odkryta 18 sierpnia 1977 roku.